# Occidozyga floresiana
Occidozyga floresiana är en groddjursart som beskrevs av Mertens 1927. Occidozyga floresiana ingår i släktet Occidozyga och familjen Dicroglossidae. IUCN kategoriserar arten globalt som otillräckligt studerad. Inga underarter finns listade i Catalogue of Life.